# Фарсман V
Фарсман V (*ფარსმან, д/н — 561) — цар Кавказької Іберії 547—561 роках.

## Життєпис
Походив з династії Хосровідів. Старший син царя Бакура II. Можливо, ще за життя батька та діда Дачі у 528 році оголошений спадкоємцем або царем. Втім на той час він був ще дитиною.
547 року спадкував трон. В цей час тривала так звана Лазька війна між Візантією і Персією. В ній був на боці першої. У 551 році Іберія зазнала потужного вторгнення персів. Ймовірно 552 або 557 року визнав зверхність перського шахіншаха Хосрова I. Невідомо чи був живим Фарсман V під час укладання нового мирного персько-візантійського договору наприкінці 561-напочатку 562 року.
Згідно з середньовічною вірменською адаптацією грузинських літописів, за правління Фарсмана алани напали на Іберію, яку сплюндрували, що змусило царя поставити себе під захист персів на умовах сплати данини. Втім аланське вторгнення не знаходить підтвердження в інших джерелах. Разом з тим дослідники впевнені, що саме в цей час Іберія стала данником Персії (й водночас Візантії). Натомість шахіншах зобов'язався не порушувати права православної церкви Іберії.
Помер Фарсман V 561 року. Йому спадкував небіж Фарсман VI.